# Otto Kamps
Otto Kamps (* 1895; † nach 1950) war ein deutscher Politiker (LDP). Er war Minister der Landesregierung Sachsen-Anhalt und Abgeordneter der Volkskammer der DDR. Er flüchtete 1950 in die Bundesrepublik Deutschland.

## Leben
Kamps, von Beruf Diplom-Ingenieur, arbeitete nach dem Zweiten Weltkrieg als Direktor der Leichtmetallwerke Merseburg. Im Jahr 1945 wurde er Mitglied der Liberal-Demokratischen Partei (LDP) und fungierte von November 1946 bis 1949 als Schatzmeister des LDPD-Landesvorstandes Sachsen-Anhalt.
Am 14. Dezember 1948 wurde er mit Walter Ulbricht, Erhard Hübener und anderen vom Landtag von Sachsen-Anhalt als einer von 12 Vertretern des Landes in die Deutsche Wirtschaftskommission gewählt. Im Februar 1949 wurde er in den geschäftsführenden Zentralvorstand der LDP berufen. Im März 1948 wurde er Mitglied des 1. Volksrates der SBZ, im Mai 1949 des 2. Volksrates der SBZ und nach Gründung der DDR im Oktober 1949 der Provisorischen Volkskammer. Hier war er Mitglied des Ständigen Ausschusses für Wirtschafts- und Finanzfragen.
Nach dem Unfalltod des Ministers Martin Wiegel wurde Kamps Ende Juni 1949 von der 46. Vollsitzung des Landtages als Minister für Handel und Versorgung des Landes Sachsen-Anhalt in der Regierung Hübener bestätigt. Bei der Konstituierung des Nationalrates der Nationalen Front des demokratischen Deutschland am 3. Februar 1950 wurde er Mitglied des Nationalrats und im August 1950 als Mitglied bestätigt.
Im März 1950 wurde er auf einer außerordentlichen Sitzung des LDP-Landesvorstandes Sachsen-Anhalt zum Nachfolger des zurückgetretenen Landesvorsitzenden Erich Damerow gewählt. Im Mai 1950 hatte er neben Ludwig Landwehr und Hans Ziegler einen Auftritt auf einem Landesfriedenskongress in Hannover. Nach Kritik von DDR-Ministerpräsident Otto Grotewohl an seiner Amtsführung als Minister für Handel und Versorgung in Sachsen-Anhalt, bat er auf einer Sitzung des LDP-Landesvorstandes im September 1950 ihn auf Grund seiner Arbeitsüberlastung von dem Amt als erster Vorsitzender des Landesverbandes zu entbinden. Als kommissarischer Vorsitzender wurde der bisherige stellvertretende Vorsitzende Ernst Lorenz bestätigt. Kamps flüchtete noch im September 1950 in die Bundesrepublik.